# Ante Čedo Martinić
Ante Čedo Martinić (* 27. Januar 1960 in Pučišća, SFR Jugoslawien; † 27. Dezember 2011 in Split, Kroatien) war ein jugoslawischer und später kroatischer Theater-, Fernseh- und Filmschauspieler.

## Leben und Karriere
Ante Čedo Martinić erhielt seine erste bekanntere Rolle in der Telenovela Villa Maria als Maksimilijan Lovrek. Bekannt wurde er außerdem durch die Sitcom Odmori se, zaslužio si als Marijan Bajs, den Film Trešeta als Don Ivan und die Telenovela Ne daj se, Nina als Modedesigner Viktor Glowatzki.
Ante Čedo Martinić starb am 27. Dezember 2011 im Alter von 51 Jahren an Magenkrebs.

## Filmografie

### Filmrollen
- 1987: Marjuča oder Tod (Marjuča ili smrt)
- 1998: Kanjon opasnih igara
- 1999: Da mi je biti morski pas
- 1999: Četverored
- 2006: Trešeta

### Fernsehserien
- 2002: Novo doba
- 2004–2005: Villa Maria
- 2006–2010: Odmori se, zaslužio si
- 2007: Cimmer fraj
- 2007–2008: Ne daj se, Nina
- 2008: Ponos Ratkajevih
- 2010: Bitange i princeze
- 2011: Loza
- 2011: Ruža vjetrova